# Pacific Corporation
Pacific Corporation, tidigare Airdale Corporation, var ett amerikanskt förvaltningsbolag som ägde och kontrollerade en rad dotterbolag som var frontorganisationer för den amerikanska underrättelsetjänsten Central Intelligence Agency (CIA). Frontorganisationerna användes främst för att understödja USA:s militär vid olika krig som utspelades i Sydostasien.
Företaget grundades den 10 juli 1950 som Airdale Corporation av George A. Doole Jr., före detta pilot för US Army Air Corps och Pan Am samt anställd hos CIA. Den 7 oktober 1957 beslutade man att holdingbolaget skulle byta namn till Pacific Corporation. Pacific upplöstes någon gång under 1976.

## Tillgångar
Källa: 
- Air America
- Air Asia
- Bird & Sons[6]
- Civil Air Transport
- Seaboard World Services
- Southern Air Transport (SAT)
  - Actus Technology, ett skalföretag som användes för att stå på leasingskontrakten när SAT hade verksamheter på Miami International Airport.[7]
- Thai-Pacific Services